# Systems & Control Letters
Systems & Control Letters is een internationaal, aan collegiale toetsing onderworpen wetenschappelijk tijdschrift op het gebied van de regeltechniek en operationeel onderzoek. De naam wordt in literatuurverwijzingen meestal afgekort tot Syst. Contr. Lett. Het wordt uitgegeven door Elsevier en verschijnt maandelijks.